# Kovárna

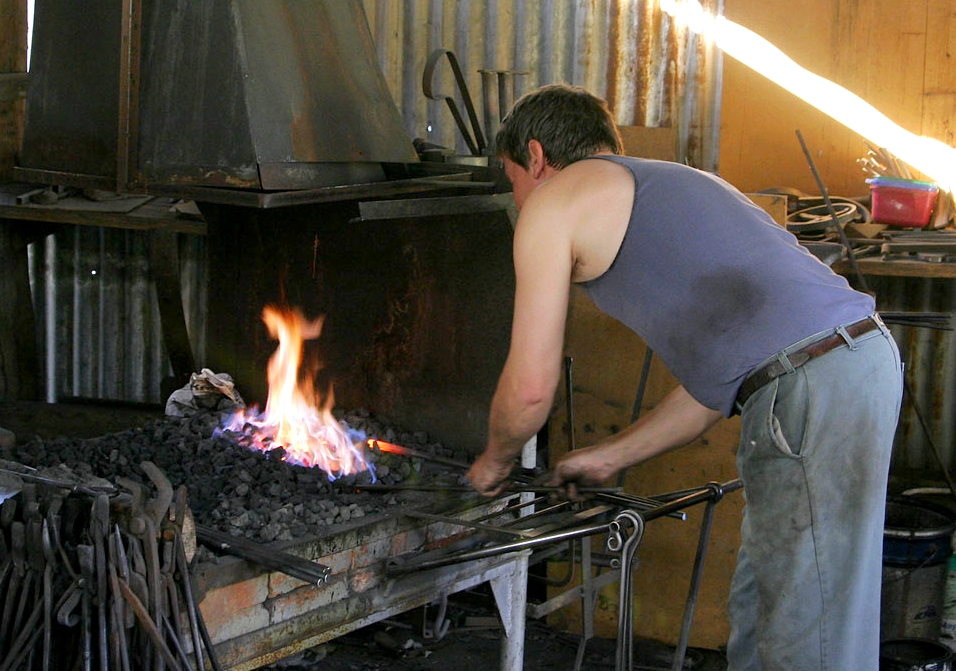
Australský kovář

Kovárna je provozovna, dílna, určená k ručnímu nebo strojnímu zpracování železa kovářskými technikami. Kovárny existují od starověku (např. Chetité), souvisí s dobou železnou.

## Umístění kováren
Pevné kovárny existovaly jak ve vesnicích, tak u hradišť a hradů. Za vlády Přemysla Otakara II. se začala udělovat různá městská privilegia. Mezi tato práva patřilo i zvláštní právo mílové (týkalo se zřizování krčem, vaření piva a řemesel), které mezi jiným zakazovalo na jednu tehdejší míli (asi 7,5 kilometrů) zřídit bez souhlasu městské rady novou kovárnu. Toto právo mělo zajistit stabilní ceny kovářských výrobků a odstranit konkurenci již usazeným kovářům.

## Druhy prací
V současnosti se kovářská výroba týká především uměleckého řemesla - výroba uměleckých předmětů, ale i výroba ozdobných mříží, plotů, zábradlí, bran a branek, dále nářadí, pajsrů, majzlíků. Před rozšířením průmyslové železářské výroby to byly všechny výrobky ze železa - zbraně, zemědělské i jiné nástroje, nářadí aj. Řemeslo je nazýváno kovářství, řemeslníci kováři.

## Vybavení kovárny
Kovadlina, kovářská výheň, kladiva, kleště, kovářský nůž a drobné nářadí, svěráky, kovový materiál – surovina, nádrž na vodu k ochlazení rozpáleného materiálu. Zpravidla to byla lehká dřevěná stavba, kde byla vyhloubená díra pro výheň, v níž se topilo dřevěným uhlím a do níž se foukal (dmýchal) vzduch měchy ze dřeva a kůže.

## Podkovářství
Podkovářství je kovářství specializované na výměny a výrobu podkov pro koně.